# Riot Games
 (транскр.  Рајот гејмс) амерички је произвођач видео-игара, издавач и организатор е-спорт турнира, основан 2006. године. Главно седиште је у Лос Анђелесу, Калифорнија. Компанију су септембра 2006. године основали студенти Брендон Бек и Марк Мерил. Riot Games је у већем делу откупила кинеска компанија Tencent фебруара 2011. и потпуно децембра 2015. Од маја 2018, Riot Games послује у 24 службе широм света, у којима послује 2.500 радника.
Компаније је најпознатија због своје видео-игре League of Legends, која је објављена у Северној Америци и Европи 27. октобра 2009. године и накнадно је постала игрица са највећим бројем активних играча (2013). Компаније је такође развила и бесплатну игру за мобилни телефон под називом Blitzcrank's Poro Roundup, која је изашла за iOS и Android у августу 2015. године. Riot је такође укључен у е-спорт турнирима игрице League of Legends пошто је организатор League of Legends World Championship и Championship Series за Европу и Северну Америку, као и координатор снимања и емитовање поменутих догађаја. .

## Историја
је основан као 2006. од стране Брендона Бека и Марка Мерила у Лос Анђелесу. Компанија је објавили своју једину видео-игру, League of Legends: Clash of Fates, у октобру 2008. године, и касније избацила у октобру 2009. године као League of Legends. Игра се заснива на free-to-play моделу који подржава микротрансакције уместо реклама и продаје копија.
Године 2008, Riot Games је добио иницијална средства од 7 милиона америчких долара од стране улагачких фирми Benchmark и FirstMark Capital. У другој рунди инвестиција 2009. године, компанија је добила 8 милиона долара од пар компанија, међу којима се највише истиче Tencent. Године 2011, Tencent је откупио већински део Riot Gamesа. Тенсент је касније објавио да је за откуп платио укупно 230 милиона долара.
Дана 8. новембра 2013. године,  је објавио да се компанија премешта у ново главно седиште у Лос Анђелесу 2015. Датума 16. децембра 2015. године, Riot Games је продао преостали капитал своје компаније у корист кинеском Tencent-у.
Дана 8. марта 2016. године,  је објавио куповину компаније .

## Видео-игре
| Назив | Година | Месец   | Жанр                             | Платформа      |
| ----- | ------ | ------- | -------------------------------- | -------------- |
|       | 2009.  | октобар | мултиплејер онлајн борбена арена | Windows/Mac    |
|       | 2016.  | октобар | Кооперативна стратегија          | Друштвена игра |

### Мини-игре
| Назив | Година | Жанр                 | Платформа        |
| ----- | ------ | -------------------- | ---------------- |
|       | 2013.  | аркада               | Windows/Mac      |
|       | 2014.  | аркада               | Windows/Mac      |
|       | 2015.  | сајд-скролинг игрица | iOS/Андроид/Флеш |
|       | 2017.  | аркада               | Windows          |
|       | 2018.  | СТГ                  | Windows          |
|       | 2018.  | СТГ                  | Windows          |
|       | 2018.  | спорт                | Windows          |

## Пријем
- — предузетник године (Бек и Mерил) (2011)
- — четврта од 25 најбољих техничких компанија за које можеш радити (2013)
- Признања за најбољег развијача видео-игрица — признање Пионир (Бек и Mерил) (2014)
- — 18. од 50 најбољих места за које можеш радити (2015)
- — 39. од 100 најбољих компанија за које можеш радити (2016)
- — компанија године (2016)
- Британска академија филмске и телевизијске уметности — специјално признање (2017)
- Национална академија телевизијске уметности и науке — спортско признање Еми за невероватни графички дизајн (2018)